# Phintella volupe
Phintella volupe là một loài nhện trong họ Salticidae.
Loài này thuộc chi Phintella. Phintella volupe được Ferdinand Karsch miêu tả năm 1879.